# جورج ر. روبنز
جورج ر. روبنز (بالإنجليزية: George R. Robbins)‏ هو سياسي أمريكي، ولد في 24 سبتمبر 1808 في الولايات المتحدة، وتوفي في 22 فبراير 1875 في الولايات المتحدة. حزبياً، نشط في Opposition Party (Southern U.S.) ‏ والحزب الجمهوري. وقد انتخب عضو مجلس النواب الأمريكي.